# GSC2408-1757
GSC2408-1757 — хімічно пекулярна зоря спектрального класу B9, що має видиму зоряну величину в смузі V приблизно 11,3.

## Пекулярний хімічний вміст
Зоряна атмосфера GSC2408-1757 має підвищений вміст 
Si
.